# گریت لیمبر
گریت لیمبر (به انگلیسی: Great Limber) یک روستا و محله مدنی در بریتانیا است که در West Lindsey واقع شده‌است. گریت لیمبر ۲۷۱ نفر جمعیت دارد.